# Congreso del Estado de Sonora
El Congreso del Estado de Sonora es el recinto donde los legisladores electos democráticamente y que representan a los sufragantes de los distritos electorales del estado de Sonora sesionan para la promoción, discusión, aprobación, rechazo o derogación de las leyes que rigen a la entidad. La legislatura actual (2024-2027) es la LXIV Legislatura.

## Congreso del Estado de Sonora

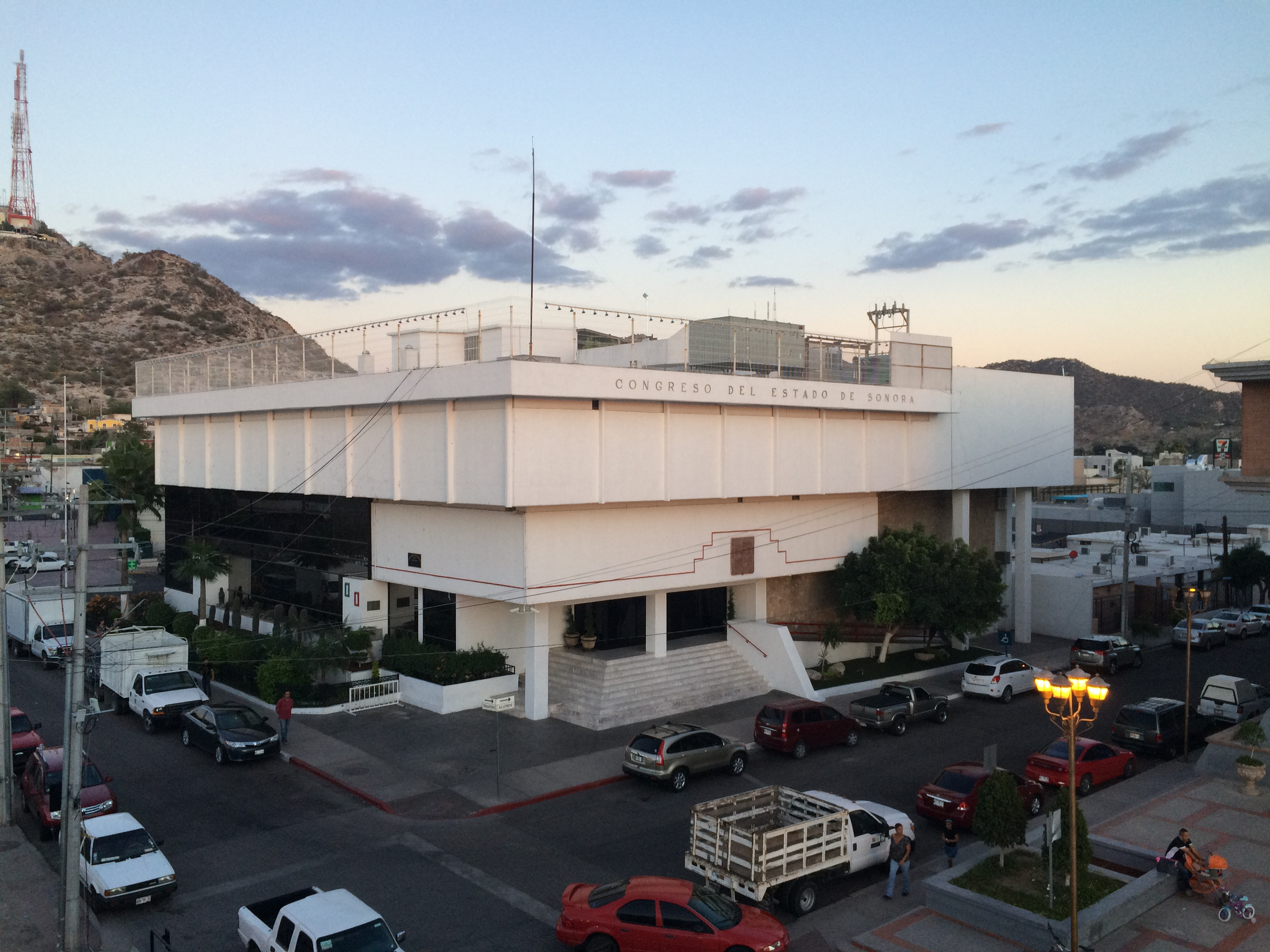
Congreso del Estado de Sonora en Hermosillo.

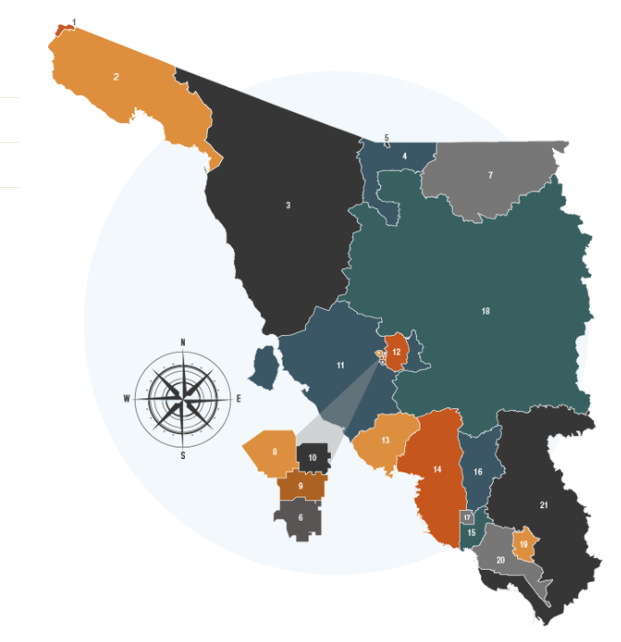
Distribución gráfica de los distritos locales del Estado de Sonora.

El gobierno del Estado de Sonora está integrado por los Poderes Ejecutivo, Judicial y Legislativo. Este último reside en el Congreso del Estado.
En México, los poderes legislativos estatales son unicamerales, y sólo consideran la figura del Diputado Local, que representa a uno de los distritos electorales del estado.

### Antecedentes
En distintas etapas trascendentales de la vida política, económica y social del Estado, el Congreso ha cumplido cabalmente su responsabilidad conferida en la Constitución federal y local, desempeñando su función legislativa en la expedición y adecuación de normas jurídicas. Asimismo, cuando las circunstancias así lo han requerido, este Poder ha actuado honrosamente en defensa del régimen interior local, ante agravios a su Soberanía, y en ocasiones, dando la pauta del rumbo político nacional.
Durante el período en que Sonora y Sinaloa constituyeron el Estado de Occidente, el Poder Legislativo se depositó en una sola Asamblea integrada por 11 diputados. Por cada uno de ellos se elegía un suplente.
El Congreso Constituyente, instalado el 12 de septiembre de 1824, expidió la Constitución Política de 31 de octubre de 1825 y concluyó sus funciones el 29 de febrero de 1826.
El I Congreso Constitucional se instaló en la ciudad de El Fuerte el 1° de marzo de 1826, peregrinó por Cosalá y Concordia como consecuencia de sus disensiones internas, concluyó por fijar la capital del Estado en la ciudad de Álamos y terminó sus funciones el 29 de febrero de 1828.
El II Congreso Constitucional se instaló el 1° de marzo de 1828, iniciando sus gestiones con la expedición de un Decreto ordenando que se hicieran rogativas por el éxito de sus labores y terminó el 28 de febrero de 1830.
El III Congreso Constitucional del 2 de marzo de 1830 al 7 de febrero de 1831 se disolvió en virtud de que el Congreso de la Unión dividió al Estado de Occidente para formar los de Sonora y Sinaloa.
Así el Congreso Constituyente del Estado de Sonora se instaló en Hermosillo el 13 de marzo de 1831. Expidió la Constitución local del 13 de diciembre del mismo año y concluyó sus funciones el 31 de marzo de 1832.
El I Congreso Constitucional del 2 de abril de 1832 al 29 de enero de 1833, en que se disolvió expresando en el Decreto respectivo que lo ejecutaba así, porque no tenía libertad de guardar y hacer guardar la Constitución que había jurado cumplir y prevenía al titular del Poder Ejecutivo que, en vista de las circunstancias, obrara conforme éstas se lo permitieran. De acuerdo con los Convenios de Zavaleta se verificó elección de nuevo personal que se instaló el 22 de abril del mismo año y concluyó su ejercicio el 31 de marzo de 1834.
El II Congreso Constitucional del 1° de abril de 1834 al 20 de noviembre de 1835 en que concluyó sus funciones y se disolvió en virtud de haberse publicado las Bases que establecieron en la República el régimen de gobierno central. Congreso Constitucional de enero a septiembre de 1838, bajo el amparo de la rebelión federalista encabezada por el General José Urrea.
El Congreso Constituyente se instaló en Ures el 3 de enero de 1847, expidió la Constitución local de 13 de mayo de 1848 y terminó sus funciones el 31 de marzo de 1849.
El I Congreso Constitucional del 1° de abril de 1849 al 31 de marzo de 1851.
El II Congreso Constitucional del 1° de abril de 1851 al 31 de marzo de 1853 y no volvió a constituirse con motivo de los acontecimientos que determinaron la última dictadura del general Antonio López de Santa Anna.
El Congreso Constituyente se instaló el 20 de agosto de 1857, para ajustar los preceptos de la Constitución local a los de la federal de 5 de febrero anterior. En julio de 1858 suspendió sus funciones con motivo de los acontecimientos de la Guerra de la Reforma, las reanudó en diciembre de 1860, expidió la Constitución local de 13 de febrero de 1861 y terminó su ejercicio el 15 de septiembre del mismo año.
A partir de este año se lleva la actual numeración de las legislaturas.

### Distritos electorales del Estado de Sonora[2]
El Estado de Sonora se conforma de 21 distritos locales:
| Distrito       | Nombre                 | Municipios que lo conforman |
| -------------- | ---------------------- | --- |
| Distrito I     | San Luis Río Colorado  | San Luis Río Colorado |
| Distrito II    | Puerto Peñasco         | Puerto Peñasco, San Luis Río Colorado, General Plutarco Elías Calles |
| Distrito III   | Caborca                | Altar, Átil, Benjamin Hill, Caborca, Oquitoa, Pitiquito, Santa Ana, Sáric, Tubutama, Trincheras |
| Distrito IV    | Nogales Sur            | Nogales y Santa Cruz |
| Distrito V     | Nogales Norte          | Nogales |
| Distrito VI    | Hermosillo Sur         | Hermosillo |
| Distrito VII   | Agua Prieta            | Agua Prieta, Bacadéhuachi, Bacerac, Bavispe, Cumpas, Fronteras, Granados, Huachinera, Huásabas, Moctezuma, Naco, Nácori Chico, Nacozari de García y Villa Hidalgo                                                                  |
| Distrito VIII  | Hermosillo Noroeste    | Hermosillo |
| Distrito IX    | Hermosillo Centro      | Hermosillo |
| Distrito X     | Hermosillo Noreste     | Hermosillo |
| Distrito XI    | Hermosillo Costa       | Hermosillo |
| Distrito XII   | Hermosillo Sur         | Hermosillo |
| Distrito XIII  | Guaymas                | Guaymas |
| Distrito XIV   | Empalme                | Guaymas, Bácum, Empalme y San Ignacio Río Muerto |
| Distrito XV    | Ciudad Obregón Sur     | Cajeme |
| Distrito XVI   | Ciudad Obregón Sureste | Cajeme |
| Distrito XVII  | Ciudad Obregón Centro  | Cajeme |
| Distrito XVIII | Cananea                | Aconchi, Arizpe, Bacoachi, Banámichi, Baviácora, Cananea, Carbó, Cucurpe, Divisaderos, Huépac, Ímuris, La Colorada, Magdalena, Mazatán, Opodepe, Rayón, Sahuaripa, San Felipe de Jesús, San Javier, San Miguel de Horcasitas, Ures |
| Distrito XIX   | Navojoa                | Navojoa |
| Distrito XX    | Etchojoa               | Etchojoa, Navojoa y Benito Juárez |
| Distrito XXI   | Huatabampo             | Huatabampo, Álamos, Arivechi, Bacanora, Divisaderos, Sahuaripa, San Javier, San pedro de la Cueva, Soyopa, Saqui Grande, Tepache, Navojoa, Ónavas, Quiriego, Rosario y Yécora                                                      |

### Número de Diputados por partido político
| Partido | Partido                              | Diputados Mayoría relativa | Diputados Rep. Proporcional | Total |
| ------- | ------------------------------------ | -------------------------- | --------------------------- | ----- |
|         | Movimiento Regeneración Nacional     | 10                         | 1                           | 11    |
|         | Partido del Trabajo                  | 3                          | 1                           | 4     |
|         | Partido Acción Nacional              | 1                          | 0                           | 1     |
|         | Partido Verde Ecologista de México   | 3                          | 1                           | 4     |
|         | Movimiento Ciudadano                 | 0                          | 2                           | 2     |
|         | Nueva Alianza                        | 2                          | 1                           | 3     |
|         | Partido Encuentro Solidario          | 2                          | 1                           | 3     |
|         | Partido Revolucionario Institucional | 0                          | 2                           | 2     |
|         | Partido de la Revolución Democrática | 0                          | 1                           | 1     |
|         | Sin Partido Político                 | 0                          | 2                           | 2     |
| Total   | Total                                | 21                         | 12                          | 33    |

### Diputados por distrito uninominal (mayoría relativa)
| Distrito/Cabecera        | Nombre                           | Partido |
| ------------------------ | -------------------------------- | ------- |
| I San Luis Río Colorado  | Juan Pablo Arenivar Martinez     |         |
| II Puerto Peñasco        | Ruben Refugio Gonzalez Aguayo    |         |
| III Caborca              | María Alicia Gaytán Sánchez      |         |
| IV Nogales Sur           | Azalia Guevara Espinoza          |         |
| V Nogales Norte          | Marcela Valenzuela Nevarez       |         |
| VI Hermosillo Sur        | David Figueroa Ortega            |         |
| VII Agua Prieta          | Paloma Maria Teran Villalobos    |         |
| VIII Hermosillo Noroeste | Elia Sahara Sallard Hernandez    |         |
| IX Hermosillo Centro     | Oscar Ortiz Arvayo               |         |
| X Hermosillo Noreste     | Norberto Barraza Almazan         |         |
| XI Hermosillo Costa      | Maria Eduwiges Espinoza Tapia    |         |
| XII Hermosillo Sur       | Rene Edmundo Garcia Rojo         |         |
| XIII Guaymas             | Sebastián Antonio Orduño Fragoza |         |
| XIV Empalme              | Rebeca Irene Silva Gallardo      |         |
| XV Cd. Obregón Sur       | Ernestina Castro Valenzuela      |         |
| XVI Cd. Obregón Sureste  | Deni Gastelum Barreras           |         |
| XVII Cd. Obregón Centro  | Hector Raul Castro Montaño       |         |
| XVIII Cananea            | Fermín Trujillo Fuentes          |         |
| XIX Navojoa              | Próspero Valuenzuela Muñer       |         |
| XX Etchojoa              | Jesus Tadeo Mendivil Valenzuela  |         |
| XXI Huatabampo           | Claudia Zulema Bours Corral      |         |

### Diputados por representación proporcional (plurinominales)
| No | Nombre                            | Partido |
| -- | --------------------------------- | ------- |
| 1  | Emerito Ochoa Bazúa               |         |
| 2  | Iris Fernanda Sanchez Chiu        |         |
| 3  | Omar Francisco Del Valle Colosio  |         |
| 4  | Julio Cesar Navarro Contreras     |         |
| 5  | Rosangela Amayrani Peña Escalante |         |
| 6  | Raul Gonzalez de la Vega          |         |
| 7  | Alejandra López Noriega           |         |
| 8  | Yasmin Guadalupe Gomez Lizarraga  |         |
| 9  | Cesar Adalberto Salazar López     |         |
| 10 | Ana Gabriela Tapia Fonllem        |         |
| 11 | Gabriela Danitza Felix Bojorquez  |         |
| 12 | Jesus Manuel Scott Sanchez        |         |

### Comisiones Permanentes
El trabajo legislativo se distribuye en 27 comisiones, las cuales analizan y enmiendan las iniciativas y proyectos legislativos.
Con motivo de los festejos del Bicentenario, se estableció la Comisión Especial de Apoyo de los Festejos del Bicentenario de La Independencia y del Centenario de La Revolución Mexicana.
- Régimen Interno y Concertación Política
- Presupuestos y Asuntos Municipales
- Fomento Agrícola y Ganadero
- Asuntos Fronterizos
- Vigilancia del Instituto Superior de Auditoría y Fiscalización
- Educación y Cultura
- Pesca y Acuacultura
- Fomento Económico y Turismo
- Administración
- Deporte y Juventud
- Asuntos del Trabajo
- Salud
- Gobernación y Puntos Constitucionales
- Obras y Servicios Públicos
- Energía y Medio Ambiente
- Transparencia, Comunicación y Enlace Social
- Primera Comisión de Hacienda
- Justicia y Derechos Humanos
- Asuntos de Equidad y Género
- Asuntos Indígenas
- Segunda Comisión de Hacienda
- Seguridad Pública
- Desarrollo Social y Asistencia Pública
- Atención a Grupos Vulnerables de La Sociedad
- Examen Previo y Procedencia Legislativa
- Agua
- Transporte
- Apoyo de los Festejos del Bicentenario de La Independencia y del Centenario de La Revolución Mexicana (Especial)

## Legislaturas
| Legislatura | Periodo   |
| ----------- | --------- |
| I           | 1861-1863 |
| II          | 1863-1864 |
| III         | 1867-1869 |
| IV          | 1869-1871 |
| V           | 1871-1873 |
| VI          | 1873-1875 |
| VII         | 1875-1881 |
| VIII        | 1881-1883 |
| IX          | 1883-1885 |
| X           | 1885-1887 |
| XI          | 1887-1889 |
| XII         | 1889-1891 |
| XIII        | 1891-1893 |
| XIV         | 1893-1895 |
| XV          | 1895-1897 |
| XVI         | 1897-1899 |
| XVII        | 1899-1901 |

| Legislatura  | Periodo   |
| ------------ | --------- |
| XVIII        | 1901-1903 |
| XIX          | 1903-1905 |
| XX           | 1905-1907 |
| XXI          | 1907-1909 |
| XXII         | 1909-1911 |
| XXIII        | 1911-1913 |
| XXIV         | 1917-1919 |
| XXV          | 1919-1921 |
| XXVI         | 1921-1923 |
| XXVII        | 1923-1925 |
| XXVIII       | 1925-1927 |
| XXIX         | 1927-1929 |
| XXX          | 1929-1931 |
| XXXI         | 1931-1933 |
| XXXII        | 1933-1935 |
| XXXIII       | 1935      |
| XXXIII (bis) | 1936-1937 |

| Legislatura | Periodo   |
| ----------- | --------- |
| XXXIV       | 1937-1939 |
| XXXV        | 1939-1941 |
| XXXVI       | 1941-1943 |
| XXVII       | 1943-1946 |
| XXXVIII     | 1946-1949 |
| XXXIX       | 1949-1952 |
| XL          | 1952-1955 |
| XLI         | 1955-1958 |
| XLII        | 1958-1961 |
| XLIII       | 1961-1964 |
| XLIV        | 1964-1967 |
| XLV         | 1967-1970 |
| XLVI        | 1970-1973 |
| XLVII       | 1973-1976 |
| XLVIII      | 1976-1979 |
| XLIX        | 1979-1982 |
| L           | 1982-1985 |

| Legislatura | Periodo   |
| ----------- | --------- |
| LI          | 1985-1988 |
| LII         | 1988-1991 |
| LIII        | 1991-1994 |
| LIV         | 1994-1997 |
| LV          | 1997-2000 |
| LVI         | 2000-2003 |
| LVII        | 2003-2006 |
| LVIII       | 2006-2009 |
| LIX         | 2009-2012 |
| LX          | 2012-2015 |
| LXI         | 2015-2018 |
| LXII        | 2018-2021 |
| LXIII       | 2021-2024 |
| LXIV        | 2024-2027 |

## Diputación Provincial de Sonora Sinaloa
La diputación provincial de Sonora y Sinaloa, se instala en Arizpe un 22 de febrero de 1822. En ese año lo que fue la Nueva España se había independizado de España, y la idea de esta Diputación fue la de formar un gobierno nacional con personas de Sonora y Sinaloa bajo la presidencia de fray Bernardo de Espíritu Santo, obispo de Sonora. Fue la primera legislatura en la historia política de Sonora. Esta se dio entre los años de 1822 y 1824.
Para los notables de la provincia de Sonora y Sinaloa la independencia proclamada por Iturbide trajo un cambio inmediato y muy importante, porque les abrió la oportunidad de formar parte de los ayuntamientos y de la diputación provincial y, desde estas instituciones, pudieron participar abierta y legalmente en el gobierno de sus localidades y de su región. Otra circunstancia es que con la ruptura de la dependencia de España desaparecieron los órganos de gobierno del régimen colonial o su autoridad quedó mermada; con ello, los notables podían actuar sin muchas de las limitaciones impuestas por una instancia superior.
La diputación provincial de Arizpe como consejo asesor y Antonio Narbona como jefe político superior de la provincia de Sonora y Sinaloa, fueron el primer gobierno independiente del noroeste, que rigió de febrero de 1822 a octubre de 1823. El jefe político superior, que también fungió como comandante militar de la provincia, ocupó la mayor parte de su tiempo y de sus esfuerzos en pelear contra los ópatas, los yaquis, los mayos y los apaches, por lo que los asuntos administrativos y políticos fueron resueltos por la diputación. Uno de los principales problemas administrativos fue la organización del comercio exterior, actividad en que participaban los notables de Sonora y Sinaloa.
En diciembre de 1821, la junta Provisional Gubernativa, instalada por Iturbide, había decretado la libertad de comercio en todos los puertos antes autorizados para recibir barcos españoles, que en Sonora y Sinaloa eran dos, Guaymas y Mazatlán. Esta medida incrementó el comercio exterior, pues ahora barcos de todas las naciones podían entrar en estos puertos y comerciar libremente, pero fue necesario dotar a éstos de instalaciones mínimas y establecer las aduanas con sus resguardos para el cobro de las alcabalas. De estas fechas data también el incremento del comercio de cabotaje con las harinas y cueros producidos en Sonora y exportados por Guaymas.

## Los Congresos del Estado Interno de Occidente
El pacto establecido en la Constitución General de 1824 creó los estados como entidades con capacidad para legislar sobre sus asuntos internos a través de los congresos locales conformados por diputados electos. Gracias a esta atribución se estableció el Congreso Constituyente del Estado de Occidente, el cual aprobó el 31 de octubre de 1825 la primera constitución destinada a regir la vida política de estos territorios; además inició una labor legislativa de suma importancia ya que afrontó los problemas principales del nuevo estado, como eran conformar el aparato administrativo, hacendario, de impartición de justicia, la milicia, los ayuntamientos. También se legisló sobre aspectos considerados de mucha importancia como los referidos a los pueblos indígenas, la tenencia de la tierra, la expulsión de españoles, entre otros. Del período de 1824 a 1831 hubo un Congreso Constituyente y 3 congresos constitucionales del estado de occidente establecidos con las siguientes fechas:
| Número de Congreso                                           | Período   |
| ------------------------------------------------------------ | --------- |
| 1.er. Congreso Constituyente del Estado Interno de Occidente | 1824-1826 |
| 1.er Congreso Constitucional del Estado Interno de Occidente | 1826-1828 |
| 2.º Congreso Constitucional del Estado Interno de Occidente  | 1828-1829 |
| 3.er Congreso Constitucional del Estado Interno de Occidente | 1830-1831 |

Sin embargo, la Constitución del Estado de Occidente tuvo una vigencia breve, alrededor de cinco años, ya que la enorme extensión del estado motivó que los grupos regionales, en defensa de sus intereses particulares, pugnaran por la división del mismo; logrando, no sin oposición y debate en el seno de los congresos local y nacional, la conformación del Estado de Sonora y el Estado de Sinaloa, por decreto del Congreso General de fecha 13 de octubre de 1830.

## Los primeros Congresos del Estado de Sonora
| Número de Congreso                                                              | Período   |
| ------------------------------------------------------------------------------- | --------- |
| 1.er. Congreso Constituyente del Estado Sonora                                  | 1831-1832 |
| 1.er. Congreso Constitucional del Estado Sonora                                 | 1832-1833 |
| Congreso Constitucional del Estado de Sonora que terminó el período del primero | 1833      |
| 2.º Congreso Constitucional del Estado Sonora                                   | 1834-1835 |
| 1.ª Junta Departamental de Sonora                                               | 1835-1836 |
| 2.ª. Junta Departamental de Sonora                                              | 1837      |
| Congreso Extraordinario Federalista de Sonora                                   | 1838      |
| Junta Departamental de Sonora que concluye el periodo de la segunda             | 1839-1842 |
| 3.ª Junta Departamental de Sonora                                               | 1842-1843 |

## Otras legislaturas
Durante el período 1861-1943, las legislaturas duraron dos años. Desde 1943, el período es de tres años.
En 1864, el Congreso fue suspendido como resultado de la intervención francesa.
Entre 1875 y 1881, las legislaturas llevaron el mismo número (VII): La primera VII Legislatura abarcó el período 1875-1876 cuando fue suspendida como consecuencia de la destitución del Gobernador Cnel. José Julián Pesqueira López. La segunda VII Legislatura abarcó el período 1877-1879; la tercera VII Legislatura fue en el período 1879-1881.
En 1935, los poderes de Sonora fueron desaparecidos en el Senado de la República, para ser restablecidos en 1936.